# Élections législatives de 2024 dans le Territoire de la capitale australienne
Les élections législatives de 2024 dans le Territoire de la capitale australienne ont lieu le 19 octobre 2024 afin de renouveler les 25 sièges de l'Assemblée législative de la capitale australienne, Canberra.
Les élections voient à nouveau arriver en tête le Parti travailliste du Ministre en chef Andrew Barr, suivi du Parti libéral mené par Elizabeth Lee. Les deux formations essuient un léger recul en termes de part des voix, mais obtiennent exactement le même nombre de sièges que quatre ans plus tôt. Arrivés en troisième place, les Verts australiens se révèlent les grand perdants du scrutin en perdant deux sièges au profit de deux nouveaux petit partis d'indépendants. Le parti écologiste se maintient cependant en position de faiseur de rois, le Parti travailliste n'étant pas parvenu à décrocher la majorité nécessaire pour se passer de son soutien. Andrew Barr annonce par conséquent la reconduite de la coalition travailliste-écologiste, avec le soutien sans participation des petits partis restants. 

## Contexte
Les élections législatives de 2020 voient la victoire du Parti travailliste pour la cinquième fois consécutive. Menés par le Ministre en chef Andrew Barr, ils arrivent en tête des premières préférences mais essuient un recul qui leur fait perdre deux sièges, une situation partagée par le Parti libéral. Bien qu'arrivés en troisième place, les Verts australiens se révèlent les grand gagnants du scrutin. Ils enregistrent en effet le meilleurs résultat de leur histoire à l'assemblée du territoire en remportant six sièges dont deux pris à chacune des deux principales formations politiques, renforçant ainsi leur position de faiseur de rois.
Les travaillistes et les verts concluent un nouvel accord de coalition, les seconds se voyant attribuer trois ministères, tandis que le travailliste Andrew Barr est reconduit au poste de Ministre en chef du Territoire de la capitale australienne.

## Système électoral

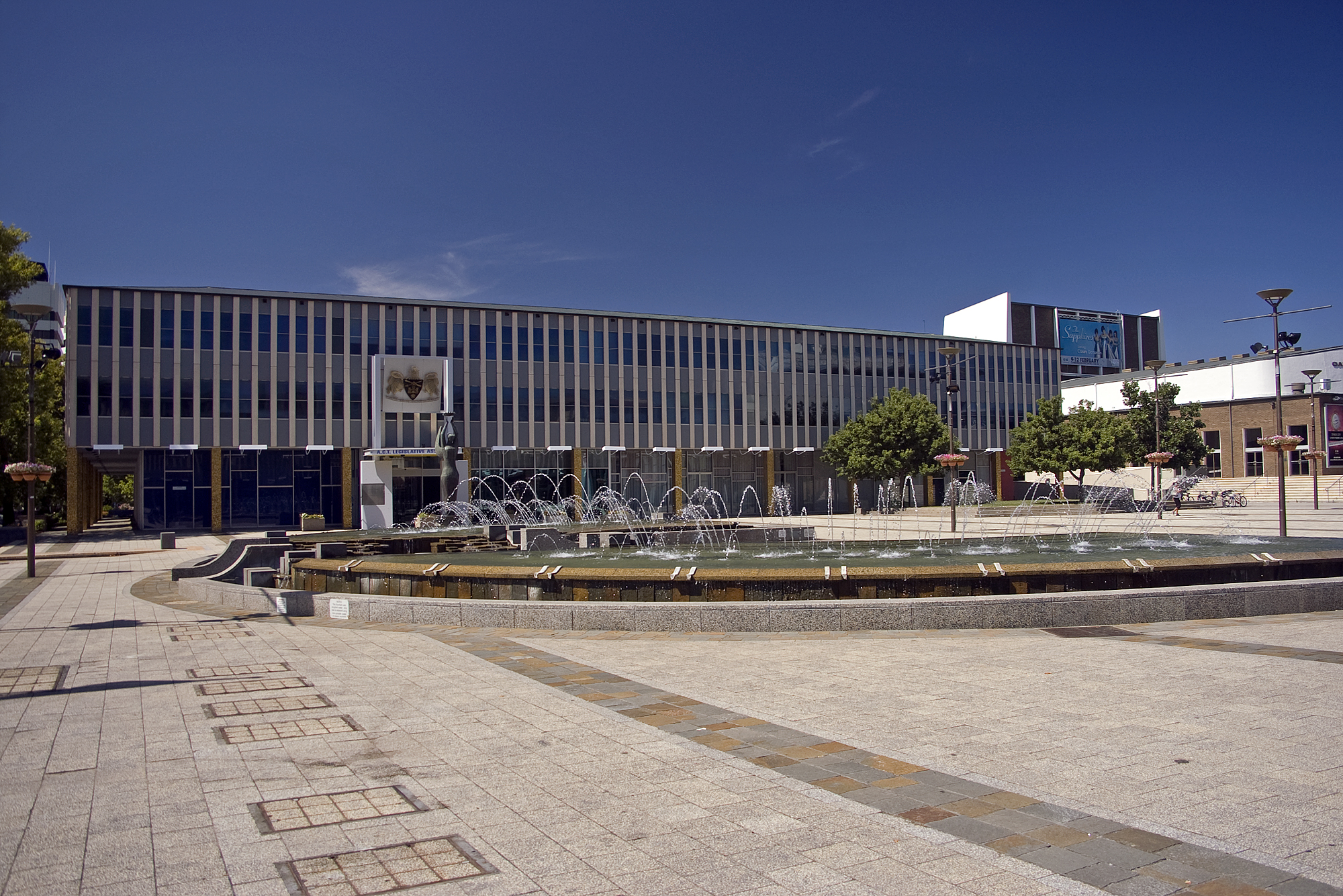
Le bâtiment de l'assemblée à Canberra.

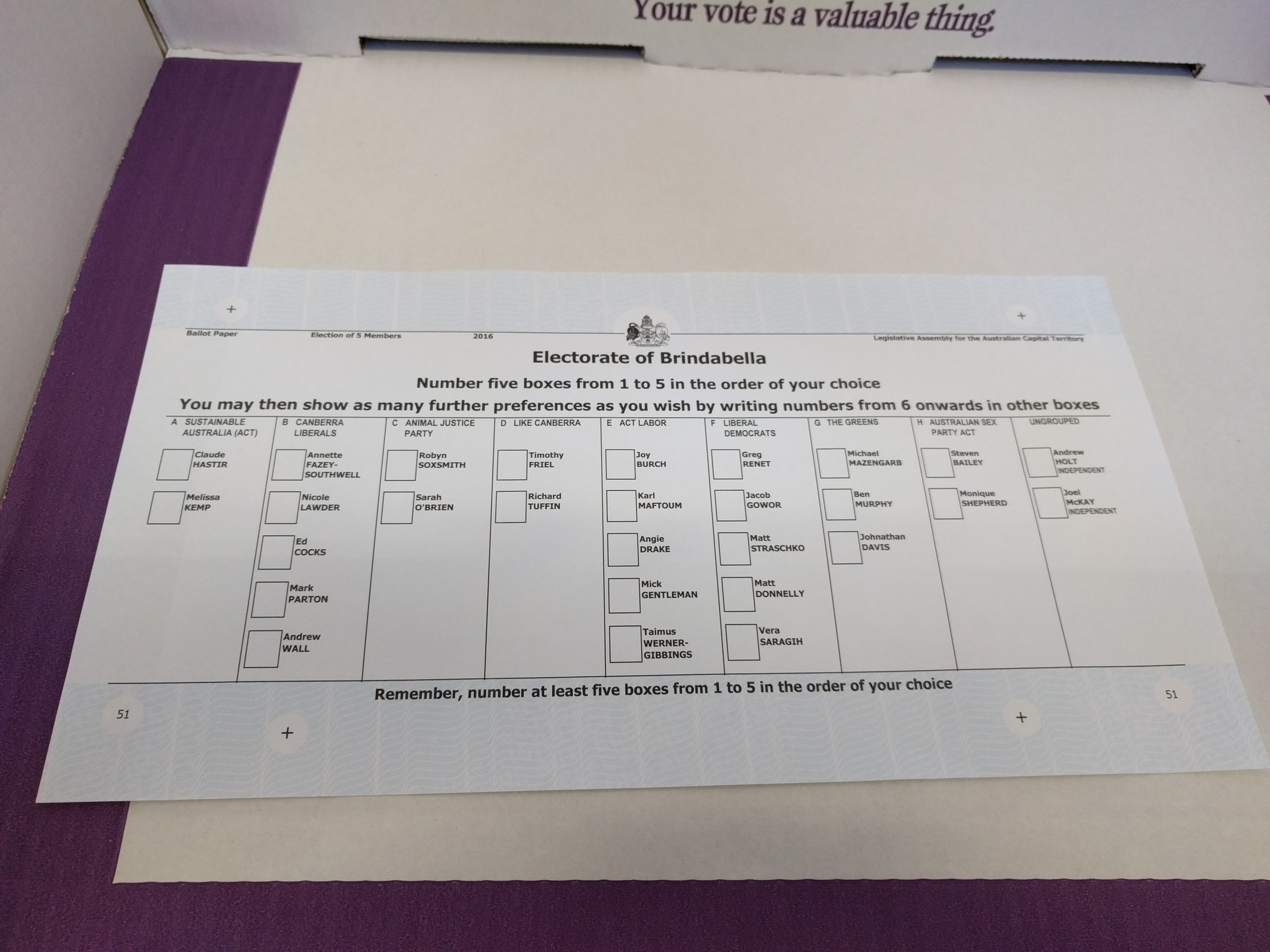
Exemple de bulletin de vote utilisé en 2016.

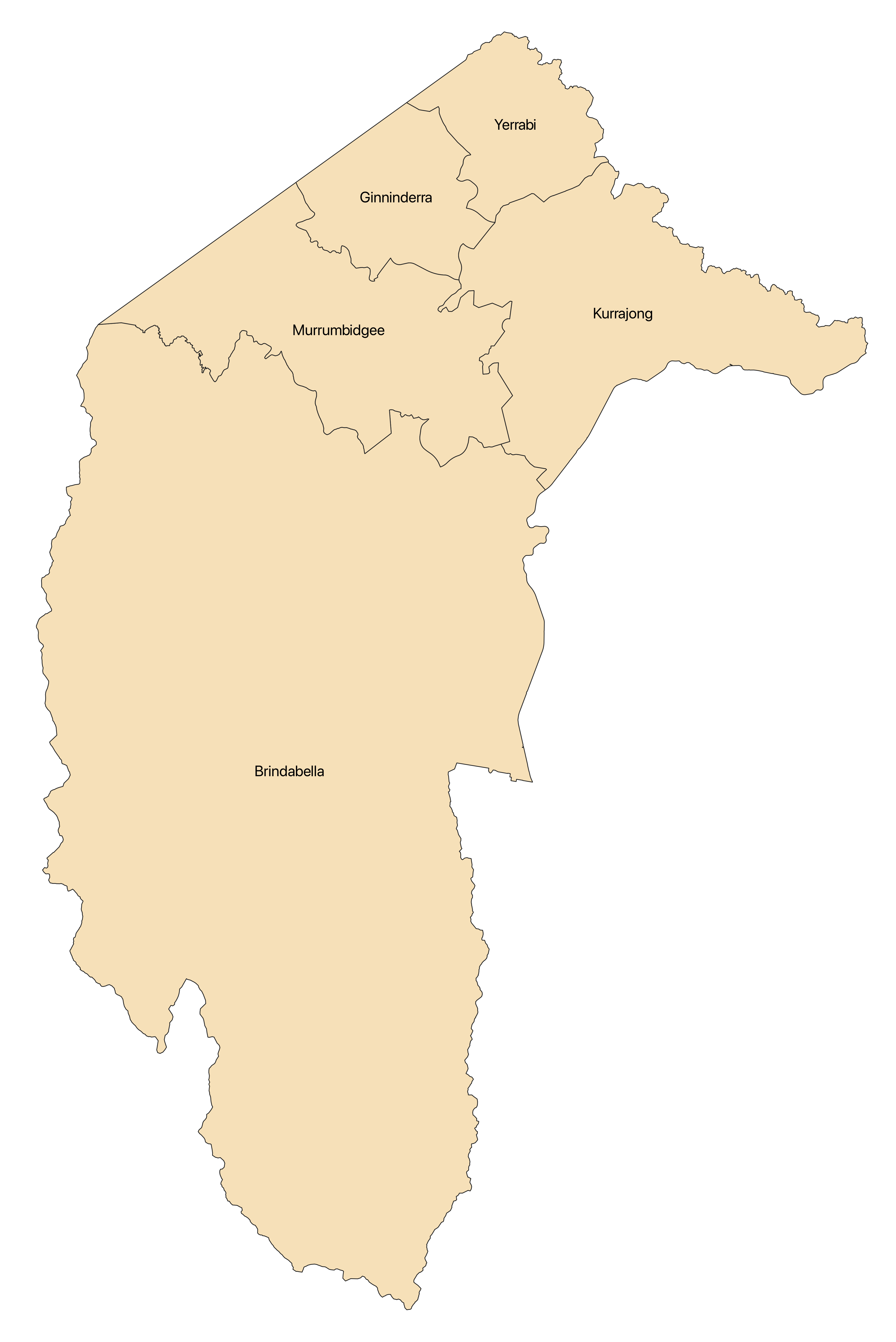
Carte des 5 circonscriptions.

L'Assemblée législative du Territoire de la capitale australienne est un parlement unicaméral doté de 25 sièges pourvus pour quatre ans à l'aide d'une forme modifiée du scrutin à vote unique transférable dans cinq circonscription électorales de cinq sièges chacune. Le scrutin utilisé, à finalité proportionnelle, est connu sous le nom de système électoral de Hare-Clark : les électeurs classent au moins autant de candidats que de sièges à pourvoir par ordre de préférences en écrivant un chiffre à côté de chacun de leur noms sur le bulletin de vote, 1 étant la première préférence. 
Dans la pratique, les candidats sont regroupés sur le bulletin de vote par partis, et les électeurs peuvent librement sélectionner l'ensemble des candidats de ce parti ou en sélectionner des candidats de partis différents. Les partis ne sont pas contraint de présenter autant de candidats que de sièges à pourvoir, et dans le cas de petit partis tendent à en présenter un nombre restreint afin de limiter la dispersion des voix de leurs électeurs. Contrairement à d'autres parties de l'Australie, les partis ne peuvent distribuer de pamphlet à l'entrée des bureaux de vote indiquant aux électeurs comment répartir leurs voix pour les soutenir.
Au moment du dépouillement, il est d'abord établi le quota de voix à atteindre par un candidat pour obtenir un siège en divisant le nombre de votes valides plus un par le nombre de sièges à pourvoir plus un. Les premières préférences sont d'abord comptées et le ou les candidats ayant directement atteint le quota sont élus. Pour chaque candidat élu, les secondes préférences de ses électeurs sont ajoutés au total des voix des candidats restants, permettant éventuellement à ces derniers d'atteindre à leur tour le quota. Si aucun candidat n'a atteint le quota dans la circonscription, ou qu'il reste des sièges à pourvoir après attribution des secondes préférences, le candidat arrivé dernier est éliminé et ses secondes préférences attribuées aux candidats restants. Si un candidat est élu ou éliminé et que ses secondes préférences vont à un candidat lui-même déjà élu ou éliminé, les préférences suivantes sont utilisées, et ainsi de suite. L'opération est renouvelée jusqu'à ce qu'autant de candidats que de sièges à pourvoir atteignent le quota. La particularité du système de Hare-Clark tient au calcul de la répartition de ces secondes préférences : celles ci sont ainsi divisées par le nombre total de premières préférences du candidat déjà élu. La répartition des sièges est ainsi faites à l'avantage des électeurs qui ne sont pas déjà représentés à l'assemblée par leur premier choix, ce qui, dans un système de parti, tend à une répartition proportionnelle. Cette proportionnalité du système électoral n'est cependant possible qu'en présence d'un grand nombre de préférences secondaires, au risque en leur absence de se transformer en scrutin majoritaire plurinominal. L'électeur doit par conséquent obligatoirement indiquer un minimum de cinq préférences. À défaut, son bulletin est considéré comme nul,.
Les élections de 2020 sont les deuxièmes depuis le passage en 2014 à cinq circonscriptions de cinq sièges, contre deux de cinq et une de sept auparavant.

## Forces en présences
Les formations ci-dessous sont les branches territoriales des partis nationaux.
| Parti Nom en anglais | Parti Nom en anglais                | Idéologie                                                  | Chef de file     | Résultat en 2020            |
| -------------------- | ----------------------------------- | ---------------------------------------------------------- | ---------------- | --------------------------- |
|                      | Parti travailliste Labor Party      | Centre gauche Social-démocratie, progressisme              | Andrew Barr      | 37,82 % des voix 10 députés |
|                      | Parti libéral Liberal Party         | Centre droit Libéral-conservatisme, libéralisme économique | Elizabeth Lee    | 33,81 % des voix 9 députés  |
|                      | Verts australiens Australian Greens | Gauche Écologie politique                                  | Shane Rattenbury | 13,50 % des voix 6 députés  |

## Résultats

Résultats par circonscription

|                           |                              |         |       |      |        |               |  |  |  |
| Partis                    | Partis                       | Voix    | %     | +/-  | Sièges | +/-           |  |  |  |
|                           | Parti travailliste           | 93 569  | 34,15 | 3,67 | 10     | en stagnation |  |  |  |
|                           | Parti libéral                | 91 652  | 33,45 | 0,36 | 9      | en stagnation |  |  |  |
|                           | Verts australiens            | 33 368  | 12,18 | 1,32 | 4      | 2             |  |  |  |
|                           | Indépendants pour Canberra   | 23 328  | 8,51  | Nv   | 1      | 1             |  |  |  |
|                           | Fiona Carrick indépendante   | 7 302   | 2,66  | Nv   | 1      | 1             |  |  |  |
|                           | Famille d'abord              | 6 643   | 2,42  | Nv   | 0      | en stagnation |  |  |  |
|                           | Justice pour les animaux     | 3 703   | 1,35  | 0,41 | 0      | en stagnation |  |  |  |
|                           | Première nation              | 3 586   | 1,35  | Nv   | 0      | en stagnation |  |  |  |
|                           | Belco                        | 3 508   | 1,28  | 0,68 | 0      | en stagnation |  |  |  |
|                           | Parti travailliste démocrate | 2 283   | 0,83  | 0,61 | 0      | en stagnation |  |  |  |
|                           | Indépendants solides         | 1 131   | 0,41  | Nv   | 0      | en stagnation |  |  |  |
|                           | Parti libertarien            | 399     | 0,15  | 0,30 | 0      | en stagnation |  |  |  |
|                           | Indépendants                 | 3 540   | 1,29  | 1,17 | 0      | en stagnation |  |  |  |
|                           |                              |         |       |      |        |               |  |  |  |
| Votes valides             | Votes valides                | 274 012 | 98,10 |      |        |               |  |  |  |
| Votes blancs et invalides | Votes blancs et invalides    | 5 320   | 1,90  |      |        |               |  |  |  |
| Total                     | Total                        | 279 332 | 100   | –    | 25     | en stagnation |  |  |  |
| Abstentions               | Abstentions                  | 42 389  | 13,18 |      |        |               |  |  |  |
| Inscrits / participation  | Inscrits / participation     | 321 721 | 86,82 |      |        |               |  |  |  |

## Analyse et conséquences
Le Parti travailliste se maintient pour la sixième fois consécutive. Tout comme le Parti libéral, il enregistre un léger recul mais obtient exactement le même nombre de sièges, permettant au Ministre en chef Andrew Barr de former un nouveau gouvernement de coalition.
S'ils connaissent également un recul tout en se maintenant en troisième place, les Verts australiens se révèlent les grand perdants du scrutin. Le parti perd en effet deux sièges, qui reviennent à deux partis créés pour soutenir la candidatures de candidats indépendants : « Indépendants pour Canberra » et « Fiona Carrick indépendante ». Ils conservent néanmoins leur position de faiseur de roi du fait de la stagnation des travaillistes. Au lendemain du scrutin, Andrex Barr annonce ainsi la reconduite de leur coalition, avec le soutien sans participation des deux partis d'indépendants,.